# Орсини-Розенберг, Вольфранг Андреас фон
Граф Вольфранг Андреас фон Орсини унд Розенберг (нем. Wolfgang Andreas von Orsini und Rosenberg; 2 февраля 1626 — 21 октября 1695, Вена) — австрийский придворный и дипломат.

## Биография
Второй сын графа Иоганна Андреаса фон Розенберга и баронессы Иоганны Кульмер фон Розенбихль.
В молодости поступил на придворную службу, стал камергером эрцгерцога Леопольда-Вильгельма, штатгальтера Нидерландов. Вступил на военную службу и в 1647 году стал оберствахтмейстером в полку инфанта дона Феликса. Оставив военную карьеру, вернулся на родину в Каринтию, где несколько десятилетий был администратором провинции и бурггауптманом, отказавшись за это время от нескольких предложенных ему дипломатических постов.
В 1681 году император Леопольд I назначил графа тайным советником и в том же году отправил во Франкфурт-на-Майне в качестве генерального уполномоченного для возобновления Нимвегенского мира. 25 марта 1683 он был назначен президентом кайзеровской и королевской палаты.
9 октября 1687 был пожалован Карлом II в рыцари ордена Золотого руна. Орденскую цепь получил 31 января 1688.
В 1693 году ушел в отставку со всех постов. В знак признания заслуг Орсини-Розенберга перед государством император Леопольд пожаловал ему 100 тысяч флоринов и дом на Херренгассе в Вене. Граф Вольфганг Андреас купил владение Зоннек, а затем Брунхоф в Моравии; построил великолепную часовню Ксаверия в иезуитской церкви в Клагенфурте вместе с семейным склепом и 23 января 1695 получил для своей семьи диплом об инколате в Богемии и Моравии.

## Семья
1-я жена (1.09.1650): баронесса Ева Регина фон Вельс (1.10.1612—23.11.1670), дочь барона Виктора фон Вельса и баронессы Регины Сидонии Парадейзер
Дети:
- граф Йозеф Парис (28.06.1651—1.04.1685). Жена (29.04.1681): графиня Изабелла Цецилия фон Ламберг (2.07.1664—18.12.1747)
- граф Франц Андреас (22.03.1653—28.03.1698). Жена (16.08.1682): графиня Амалия Теодора Терезия цу Лёвенштейн-Вертхейм-Розенберг (19.01.1659—5.02.1701), дочь графа Франца Каролуса цу Лёвенштейн-Вертхейм-Розенберга и Анны Марии цу Фюрстенберг, графини цу Фюрстенберг-Хайлигенберг
- Иоганна Элизабет (21.10.1654—12.03.1670)
- Роза Регина (4.07.1656—14.10.1676)

2-я жена (27.05.1671): графиня Мария Беатрикс Регина фон Турн унд Вальсассина (16.07.1643—2.06.1687), дочь графа Иоганна Филиппа фон Турн унд Вальсассины и Элеоноры Марии Гонзага, маркизы ди Гонзага-Луццара
Дочь:
- Эрнестина (27.02.1686—27.05.1708). Муж (23.08.1705): граф Зейфрид Бальтазар фон Галленберг (1675—1760)

3-я жена (15.01.1688): принцесса Эрнестина Фаустина Барбара фон Монтекукколи (25.05.1663—1701), дочь князя Раймондо Монтекукколи, герцога Мельфи, и графини Марии Маргареты Йозефы фон Дитрихштейн-Никольсбург
Дети:
- граф Филипп Йозеф (24.06.1691—7.02.1765). Жена 1) (3.03.1712): графиня Мария Доминика Антония фон Кауниц (19.06.1689—7.02.1756), дочь графа Доминика Андреаса фон Кауница и графини Марии Элеоноры Йозефы фон Штернберг; 2): Юстина Винн (31.01.1732—21.08.1791)
- Леопольд Антон (1693—1706)
- Мария Габриела (4.03.1694—30.09.1744). Муж (24.04.1715): граф Иоганн Сигизмунд фон Штубенберг (1644—1716)
- Мария Йозефа Антония (12.03.1695—18.03.1715). Муж (1707): князь Иоганн Зейфрид фон Эггенберг (1644—1713)